# Труд (стадион, Иркутск)
«Труд» — многофункциональный стадион в Правобережном округе Иркутска, Россия. Вмещает 5 000 зрителей. Основной и самый крупный по вместимости стадион Иркутска. Используется для проведения городских и областных соревнований по лёгкой атлетике, футбольных матчей чемпионата России и матчей чемпионата России по хоккею с мячом. До 2006 года — место проведения домашних игр местного футбольного клуба «Звезда». В настоящее время на поле иногда проводит домашние матчи хоккейный клуб «Байкал-Энергия» и футбольный клуб «Иркутск».

## История
Строительство стадиона началось в 1922 году на месте, напоминавшем свалку. Облагородить территорию решили председатель губернского исполкома, видный государственный деятель Павел Шиханов, чьим именем первоначально и назвали стадион, а также губернский военный комиссар Витольд Грузинский. Торжественное открытие нового объекта состоялось 1 июля 1923 года. Несмотря на скромность сооружения, стадион был крайне популярен среди местных жителей.
В 1930-х стадион перестал носить имя Шиханова, так Павел Иванович в 1937 году был репрессирован, а через год погиб в лагере. (Реабилитирован в 1958-м. На его родине в Свердловской области ему поставлен памятник). Некоторое время стадион носил название "Пищевик". Затем — "Авангард".
В 1951-м, после того, как стадион сгорел, началось его восстановление и перестраивание. В качестве рабочей силы использовались заключённые. Работы окончили в 1957 году.
В октябре 1957-го президиум ВЦСПС принял решение об очередной реорганизации — переходу от отраслевого к территориальному принципу построения ДСО. Тогда же было создано ДСО «Труд» РСФСР, вобравшее в себя несколько отраслевых ДСО.
Своё нынешнее название — "Труд" — стадион носит с 1958 года.
В 2012 году стадион принимал матчи чемпионата мира по хоккею с мячом среди женщин.
С 26 января по 6 февраля 2014 года на стадионе прошли матчи 34-го чемпионата мира по хоккею с мячом. После чего стадион подвергся реконструкции.
В 2020 году прошли матчи чемпионата мира по хоккею с мячом 2020 в дивизионе В.

## Адрес
- Иркутская область, г. Иркутск, ул. Ленина, 48.